# Janitscharen

Der Kammerherr von Sultan Murad IV. im Kreise der Janitscharen

Die Janitscharen (osmanisch یكیچری اوجاغی İA Yeñiçeri Ocaġı, deutsch ‚Janitscharenkorps‘, wörtlich „Feuerstelle der neuen Truppe“) waren im Osmanischen Reich die Elitetruppe der Armee. Sie stellten die Leibwache des Sultans und erreichten höchste Positionen im osmanischen Staatswesen. Die Truppen hatten ihren Ursprung im 14. Jahrhundert und wurden 1826 aufgelöst.

## Ursprung
Osmanische Mythen bezeichnen gerne Orhan I. als Gründer der Janitscharen und 1330 als das Gründungsjahr, aber moderne Historiker wie Patrick Kinross glauben, dass erst sein Nachfolger Sultan Murad I. dafür verantwortlich war. Die alevitische Tradition hingegen weist auf zwei Gründer hin: Abdal Musa und Balim Sultan, ganz in der Tradition des Bektaschi-Ordens, wobei Abdal Musa als Hauptgründer identifiziert, Balim Sultan jedoch als Fortführer angesehen wird. Als Zeitraum der Gründung werden die Jahre zwischen 1365 und dem Ende des 14. Jahrhunderts genannt.
Die Idee dahinter war, ausreichend Soldaten für die neuen Kriegszüge der Osmanen zu finden, da das eigene Volk nicht immer ausgereicht hätte, um ein Heer zu stellen, das größere Teile der Welt hätte unterwerfen können. Jeder neue Kriegszug brachte jedoch neue Kriegsgefangene ein, unter denen sich kräftige, junge Männer befanden, die für den Waffendienst geeignet gewesen wären. Den Makel, dass diese Männer der „falschen“ Religion anhingen, beseitigte Orhan, indem er den Christen ihre Kinder wegnahm, sie von Angehörigen eines nach dem heiligen Hadschi Bektasch benannten Derwisch-Ordens zu fanatischen Muslimen erziehen ließ und sie dann seiner neuen, ebenfalls einem Orden gleichenden Einheit eingliederte.
Die Janitscharen wurden anfänglich nach dem Vorbild der Mamluken gebildet, überwiegend aus Christen, die meistens nicht freiwillig dem Korps beitraten, sondern durch die Knabenlese im kindlichen Alter aus dem Kaukasus und dem Balkan verschleppt und zum Islam zwangskonvertiert wurden. Oftmals versuchten islamische Eltern aus den Unterschichten ihre Kinder einzuschmuggeln, um ihnen so eine bessere Zukunft im Dienste des Sultans zu ermöglichen. Die Janitscharen wurden die erste stehende Armee des Osmanischen Reiches und ersetzten die aus Stammeskriegern zusammengesetzten Truppen, auf deren Loyalität und Moral man nicht vertraute.

## Ausbildung und Lebensweise

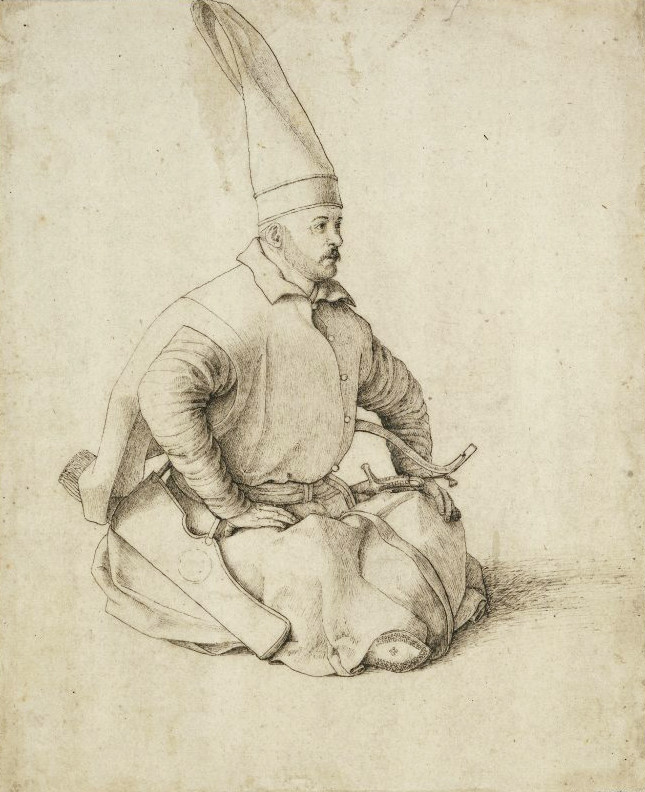
Sitzender Janitschar, Zeichnung von Gentile Bellini um 1480

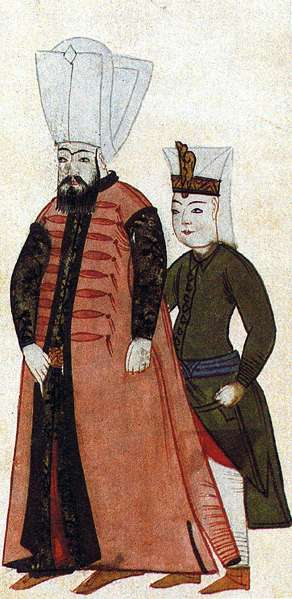
Janitscharen-Agha

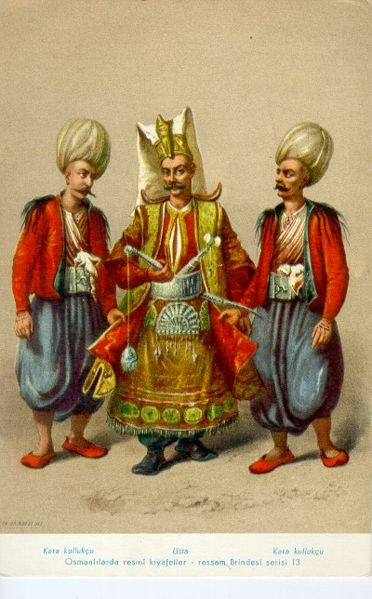
Janitscharen-Agha mit Begleitern

Die ersten Janitscharen-Einheiten umfassten noch Kriegsgefangene und Sklaven. Ab 1438 wurden systematisch Knaben unterworfener christlicher Völker zwangsrekrutiert (so genannte Knabenlese), wobei hauptsächlich vom Balkan – vor allem aus Serbien, Bosnien, Bulgarien und Albanien – stammende Jungen ausgewählt und zur Erziehung, Ausbildung und Zwangsislamisierung in das Osmanische Reich gebracht wurden. Üblicherweise wurde jeder 40. Junge im Alter zwischen 7 und 14 ausgewählt, die Anzahl wurde aber je nach Bedarf geändert. Am Anfang favorisierten die türkischen Eroberer albanische und griechische Christenknaben. Mit der Expansion der Grenzen wurden vor allem Serben und Bosnier, wie auch Armenier, Bulgaren, Georgier, Kroaten, Polen, Südrussen, Ukrainer und Ungarn rekrutiert.
Janitscharen wurden unter strikter Disziplin und harter Arbeit in acemi-oğlan-Schulen ausgebildet, wo sie dem Zölibat unterworfen waren und islamisiert wurden. Im Gegensatz zu freien Moslems durften sie nur einen Schnurrbart und keinen Vollbart tragen. Die Janitscharen gehörten als Armee dem Sultan und wurden so erzogen, dass sie das Korps als ihre Heimat und Familie und den Sultan als ihren Vater anerkannten. Nur diejenigen, die sich als stark genug herausstellten, verdienten sich den Rang eines echten Janitscharen im Alter von 24 bis 25 Jahren. Das Eigentum verstorbener Mitglieder ging auf das Regiment über.
Religiös orientierten sich die Janitscharen an den Lehren des Mystikers Hadschi Bektasch, der im 14. Jahrhundert die ersten Truppen gesegnet hatte, und an dem nach ihm benannten Orden der Bektaschi-Derwische. Die spezielle weiße Kopfbedeckung der Janitscharen (بورك / börk oder keçe) symbolisiert den Ärmel des Hadschi Bektasch und zeigt die Verbundenheit zu dessen Lehren. Darin und in ihrem abgeschiedenen Leben in Kasernen ähnelten sie den christlichen Ritterorden wie dem Malteserorden.
In Konstantinopel bestanden zwei Janitscharenkasernen, die Eski Odalar (اسكی اوطه لر / ‚alte Kasernen‘) und die gegenüberliegenden Yeni Odalar (یكی اوطه لر / ‚neue Kasernen‘) im Stadtviertel Aksaray. An Stelle der Alten Stuben wurde später die Şehzâde Camii („Prinzenmoschee“) erbaut.

## Das Janitscharenkorps
Die Janitscharen lebten ausschließlich für den Krieg. Sie heirateten nicht, sie hatten keinen Besitz und bezogen außer regelmäßigen Mahlzeiten so gut wie keinen Sold. Da die Janitscharen rechtlich als Militärsklaven (قول / ḳul) galten, war der Sold vornehmlich von symbolischem Wert und stammte direkt aus der Kasse des Herrschers. Die Bataillonskommandeure der Truppe führten den bezeichnenden Titel „Tschorbadschi-Baschi“ (چورباجی باشی / çorbacı-başı / ‚Suppenmeister‘). Die Rangabzeichen aller Offiziere setzten sich aus gekreuzten Löffeln zusammen; vier davon kennzeichneten etwa den „Aschdschi-Baschi“ (آشجی باشی / aşcı-başı / ‚Oberkoch‘). Anstelle von Standarten wurden den Janitscharen mächtige Suppenkessel (kazan / قزغان / ḳazġan) vorangetragen, auf dem Kopf trugen sie eine kegelförmige, von einem Turban umwundene Filzkappe der Bektaschi-Mönche, ihre Beine steckten in hohen Schaftstiefeln, ihre wichtigste Waffe war der Kompositbogen. Die Janitscharen machten die Infanterie aus, während die Sipahi die Kavallerie bildeten. Ähnlich wie die fränkischen Reiter Karls des Großen fand sich die ganze Streitmacht des Sultans Jahr für Jahr auf dem Märzfeld ein, um zu erfahren, wohin der nächste Feldzug führen würde.
Die volle Stärke der Janitscharen-Truppe stieg von ungefähr 100 bis auf mehr als 200.000. Das Korps wurde in Kompanien (اورتا / orta, wörtlich „Mitte“) mit 200–400 Männern organisiert. Süleyman der Prächtige hatte 165 Orta, später stieg die Anzahl auf 196.
Der Sultan hatte das Oberkommando inne, geführt und organisiert wurde das Korps aber – nach der Einrichtung des Amtes durch Selim I. im Jahre 1515 – vom Ağa. Das Korps war in drei Divisionen unterteilt, den Cemaat (جماعت / ‚Gemeinschaft‘) mit 101 Orta, den Bölük (بلوك / Kompanie) mit 61 Orta und den Segban (سگبان /‚Hundewärter‘, auch sekbān, seğmen oder seyman) mit 34 Orta. Zusätzlich gab es 34 Orta mit Rekruten (عجمى / ʿacemī).
Ursprünglich konnten die Janitscharen nur innerhalb ihrer Orta aufsteigen und ihre Einheit nur verlassen, indem sie das Kommando einer anderen annahmen. Sie durften nur von ihren eigenen Vorgesetzten bestraft werden.
Die Namen ihrer Ränge entsprachen denen des Küchenpersonals und der Begleiter des Sultans auf der Jagd. So trugen bei der Zweiten Wiener Türkenbelagerung die traditionsreichen Janitscharenkompanien Nr. 64 und Nr. 71 die bezeichnenden Namen Zağarcı (زغارجی / ‚Spürhundwärter‘) und Samsuncu (صامسونجی / ‚Doggenwärter‘).
In den ersten Jahrhunderten waren die Janitscharen Bogenschützen, sie benutzten aber Feuerwaffen, sobald sie verfügbar waren. Im Nahkampf verwendeten sie Beile, Säbel und Jatagane.
Das Osmanische Reich setzte die Janitscharen in allen größeren Feldzügen ein, so 1453 bei der Eroberung Konstantinopels, dem Sieg über die ägyptischen Mamluken und den Kriegen gegen Österreich. Dabei erwarben sie sich bald den Ruf, außerordentlich grausam gegen ihre Feinde zu sein. Die Janitscharentruppen wurden in den früheren Feldzügen immer vom Sultan selbst in die Schlacht geführt und bekamen einen Anteil an der Beute.

## Niedergang und Revolten

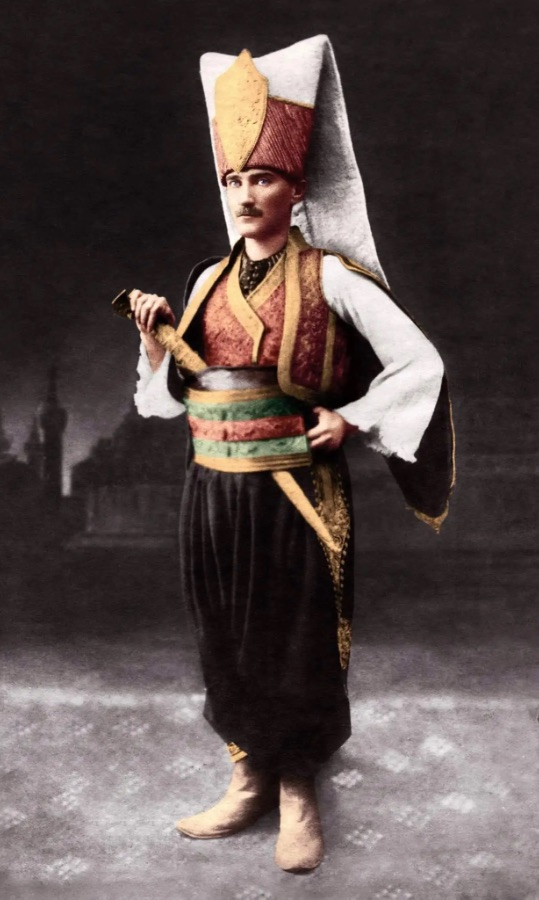
Mustafa Kemal, der spätere Atatürk, in der Paradeuniform der Janitscharen in Sofia

Die Janitscharen wurden sich allmählich ihrer Bedeutung bewusst. Im Jahr 1446 revoltierten sie in Edirne (Adrianopel) und forderten die Rückkehr Sultan Murads. Hierbei gibt es je nach Quelle zwei Versionen:
Entweder musste Sultan Murad zuvor nach einer verlorenen Schlacht abdanken, sein Sohn Mehmed war zum Zeitpunkt der Revolte der neue Sultan, oder Mehmed fungierte nur als Statthalter Sultan Murads, der einen Feldzug in Anatolien befehligte.
Jedenfalls setzten sich die Janitscharen durch, Murad kehrte zurück und sein Sohn bestieg erst 1451 als Mehmed II. den Thron.
Im Jahr 1449 rebellierten sie ein weiteres Mal und verlangten eine bessere Bezahlung, die sie auch bekamen. Nach 1451 musste jeder neue Sultan allen Janitscharen eine Belohnung geben und ihren Lohn verbessern. Sultan Selim II. gab ihnen 1566 die Erlaubnis zu heiraten. Immer mehr muslimische türkische Familien brachten ihre eigenen Söhne in den Truppen unter, da diese ein hohes Ansehen genossen. 1683 wurde die Knabenlese abgeschafft.
Diese Entwicklung wurde durch Veränderungen der Kriegsführung, nicht nur im Osmanischen Reich, befördert: Im 17. Jahrhundert wuchs die Bedeutung der Infanterie, während die der Kavallerie zurückging. Zudem machte die große Ausdehnung des Osmanischen Reiches stehende Truppen zur Bemannung von Grenzfestungen wichtiger. Für Feldzüge wurden auch kurzfristig neue, den Janitscharen zugeordnete Verbände ausgehoben. Bis zum Beginn des 18. Jahrhunderts wuchs die Stärke der Janitscharen auf rund 400.000 Mann an. Dadurch sank die Qualität ihrer Ausbildung, so dass sie zunehmend weniger eine militärische Elite darstellten.
Damit ging aber auch eine Änderung des Selbstbewusstseins der Janitscharen einher. Waren sie anfänglich dem Sultan gegenüber gehorsam und loyal, übten sie nun selbst wesentlichen Einfluss auf die Regierung aus. Sie meuterten, diktierten die Politik und verhinderten Bemühungen, die Struktur der Armee zu modernisieren. Durch Staatsstreiche ersetzten sie unliebsame Sultane durch andere. Sie machten sich selbst zu Landbesitzern und Geschäftsleuten. Die Söhne von Truppenangehörigen mussten nicht mehr obligatorisch die harte Ausbildung in den acemi oğlan durchlaufen.
Als die Janitscharen praktisch Geld vom Sultan erpressen konnten und das Geschäfts- und Familienleben die Hingabe an den Kriegsdienst ersetzte, nahm auch ihre Wirksamkeit als Kampftruppe ab. Die Nordgrenze des Reichs verschob sich nach der Schlacht am Kahlenberg 1683 immer mehr nach Süden. Die Janitscharen widersetzten sich allen Ansätzen, die Armee zu reformieren, und ermordeten 1622 Sultan Osman II., als er plante, sie zu ersetzen. 1807 revoltierten sie und setzten Selim III. ab, der mit Hilfe europäischer Ausbilder die Armee zu modernisieren versuchte. Bevor seine Anhänger die Macht wieder an sich ziehen konnten, ließ ihn Mustafa IV. töten und setzte 1808 Mahmud II. auf den Thron. Wiederum drohten die Janitscharen, Mahmud zu verdrängen, der gehorchte und Mustafa hinrichten ließ. Er brauchte ein Jahrzehnt, um seine Position zu festigen.
Im April 1810 setzten die Janitscharen in Galata 2000 Häuser in Brand, und im Frühjahr 1811 waren zwei Regimenter in ein Gefecht in Istanbul verwickelt. 1826 waren sie an der Niederschlagung von Aufständen in Griechenland beteiligt.

## Das sogenannte „Wohltätige Ereignis“
Schließlich entschied Mahmud II., die Janitscharen aufzulösen. Er ging dabei vorsichtiger und mit längerer Planung als seine Vorgänger vor: Er baute neue, nach europäischem Vorbild gestaltete Einheiten auf, insbesondere der Artillerie. Dabei achtete er darauf, keine bestehenden Privilegien zu gefährden. So entwickelte er ohne größeren Widerstand eine ihm loyale Truppe. Zudem band er zahlreiche Provinzgouverneure eng an sich. 1831 schaffte der Sultan auch die Sipahi ab.
Als Mahmud 1826 schließlich öffentlich die Aufstellung einer neuen Armee unter der Bezeichnung Asâkir-i Mansure-i Muhammediye / عساكر منصوره‌ محمديه / ‚Siegreiche Armee Mohammeds‘ verkündete, rebellierten die Janitscharen am 14./15. Juni. Dieses Mal stellten sich allerdings die Bevölkerung, Machthaber in den Provinzen und große Teile der Armee gegen sie. In Istanbul drängten dem Sultan gegenüber loyale Truppen sie in ihre Quartiere zurück. Die Artillerie (Topçu) feuerte 15 Salven in die Kasernen, weswegen viele Janitscharen verbrannten. Überlebende wurden hingerichtet oder verbannt. Zwei Jahre später ließ Mahmud II. den letzten verbliebenen Besitz der Janitscharen beschlagnahmen. Der Sultan bezeichnete diese Ereignisse als واقعهٔ خيريه / Vaḳʿa-ʾi Ḫayrīye / ‚Wohltätiges Ereignis‘.  Während die in Istanbul anwesenden Janitscharen mehrheitlich umgebracht wurden, erfolgte bei den in den Provinzen stationierten Verbänden ein weitgehender Übergang in neu aufgestellte Armeeeinheiten.

## Bekannte Janitscharen
- Sokollu Mehmed Pascha (um 1505–1579), ein gebürtiger Serbe aus Bosnien, wurde als Großwesir einer der höchsten Würdenträger des Osmanischen Reiches
- Sinan (um 1490–1588), Architekt
- Koca Hıdır, ein Kriegsherr, der in der Schlacht bei Warna zu Ruhm gelangte
- Yirmisekiz Mehmed Çelebi (um 1670–1732), ein osmanischer Diplomat
- Konstantin aus Ostrovitza (um 1435–nach 1481), Verfasser der Memoiren eines Janitscharen, ein von der Knabenlese betroffener Serbe